# Immortalis
Immortalis – piętnasty album studyjny amerykańskiej grupy muzycznej Overkill. Płyta dotarła do 33. miejsca listy Top Independent Albums w Stanach Zjednoczonych.

## Lista utworów
Opracowano na podstawie materiału źródłowego.
1. "Devils in the Mist" (D.D. Verni, Bobby "Blitz" Ellsworth) - 4:34
2. "What It Takes" (D.D. Verni, Bobby "Blitz" Ellsworth) - 4:28
3. "Skull and Bones" (D.D. Verni, Bobby "Blitz" Ellsworth) - 5:54
4. "Shadow of a Doubt" (D.D. Verni, Bobby "Blitz" Ellsworth) - 4:51
5. "Hellish Pride" (D.D. Verni, Bobby "Blitz" Ellsworth) - 5:16
6. "Walk Through Fire" (D.D. Verni, Bobby "Blitz" Ellsworth) - 4:08
7. "Head On" (D.D. Verni, Bobby "Blitz" Ellsworth) - 5:21
8. "Chalie Get Your Gun" (D.D. Verni, Bobby "Blitz" Ellsworth) - 4:28
9. "Hell Is" (D.D. Verni, Bobby "Blitz" Ellsworth) - 4:40
10. "Overkill V...The Brand" (D.D. Verni, Bobby "Blitz" Ellsworth) - 5:36

## Twórcy
Opracowano na podstawie materiału źródłowego.
- Bobby "Blitz" Ellsworth - śpiew
- D.D. Verni - gitara basowa
- Dave Linsk - gitara elektryczna
- Derek Tailer - gitara elektryczna
- Ron Lipnicki - perkusja
- Randy Blythe - śpiew w utworze "Skull and Bones"